# Louis Jacques Thénard
Louis Jacques Thénard (nascut a La Louptière el 4 de maig de 1777 i traspassat a París el 21 de juny de 1857), químic francès, descobridor del bor i del peròxid d'hidrogen.

## Biografia
Thénard era fill d'un pagès pobre que va treballar de valent perquè el seu fill poguera obtenir uns estudis. Thénard es va traslladar a París, on va estudiar química amb Antoine François de Fourcroy i Louis Nicolas Vauquelin. Durant tres anys va passar verdaderes calamitats per sobreviure fins que va ser ajudat per Louis Nicolas Vauquelin.
L'any 1804 succeeix a Louis Nicolas Vauquelin a la càtedra de química del Col·legi de França. Entre el 1809 i el 1841 fou catedràtic de química a la Facultat de ciències de París i a l'École polytechnique, on succeí a Fourcroy el 1810, any en què entrà a l'Académie des sciences.
El 1815 va rebre la legió d'honor, fou nomenat baró el 1825 pel rei Charles X, diputat de l'Yonne (1827-1831) i anomenat parell de França per Louis Philippe el 1832.

## Obra

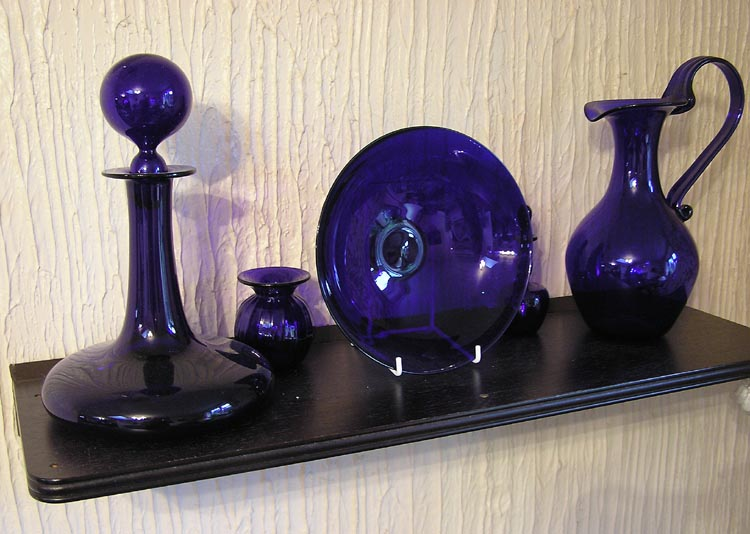
Vidre acolorit amb blau de cobalt de Thénard

Thénard es va fer ric en descobrir, quan tenia poc més de vint anys, després d'observacions a la fàbrica de porcellana de Sèvres, un compost (blau de Thénard), que tenyia de blau la porcellana, obtingut calcinant a 1 200 °C hidròxid d'alumini amb nitrat de cobalt(II), que es pot formular com CoAl₂O₄. Juntament amb el químic francès Joseph-Louis Gay-Lussac, va descobrir un nou element químic, el bor, B. També aïllà un altre element químic, el silici, Si, el 1811.
El 1818 va descobrir el peròxid d'hidrogen, H₂O₂, que anomenà aigua oxigenada mitjançant la reacció del peròxid de bari, BaO₂ amb àcids:
BaO₂ + 2 H+ → Ba2+ + H₂O₂
És autor d'una classificació pràctica dels metalls basada en la resistència a l'acció de l'aigua i de l'oxigen, va fer estudis sobre l'àcid acètic, l'èter, sobre la catàlisi i sobre la fermentació.

### Obres
- Traité de chimie élémentaire théorique et practique (1813-16).